# Étable
Étable is een plaats en voormalige gemeente in het Franse departement Savoie (regio Auvergne-Rhône-Alpes) en telt 322 inwoners (2004). De plaats maakt deel uit van het arrondissement Chambéry. Étable is op 1 januari 2019 gefuseerd met de gemeente La Rochette tot de gemeente Valgelon-La Rochette.

## Geografie
De oppervlakte van Étable bedraagt 2,7 km², de bevolkingsdichtheid is 119,3 inwoners per km².
De onderstaande kaart toont de ligging van Étable met de belangrijkste infrastructuur en aangrenzende gemeenten.

## Demografie
Onderstaande figuur toont het verloop van het inwonertal (bron: INSEE-tellingen).